# 静岡県道58号袋井春野線
静岡県道58号袋井春野線（しずおかけんどう58ごう ふくろいはるのせん）は、静岡県袋井市から浜松市に至る県道（主要地方道）である。袋井市 - 森町の区間は通称森街道と呼ばれている。

## 概要

### 路線データ
- 陸上距離：30.7 km
- 起点：静岡県袋井市永楽町（永楽町交差点、静岡県道413号磐田袋井線交点）
- 終点：静岡県浜松市天竜区春野町堀之内（若身橋交差点、国道362号交点）

## 歴史
- 1974年（昭和49年）9月13日 - 路線番号が42号から58号へ変更される[1]。
- 1993年（平成5年）5月11日 - 建設省から、県道袋井春野線が袋井春野線として主要地方道に指定される[2]。

## 路線状況

### 重複区間
- 静岡県道81号焼津森線（周智郡森町飯田・下飯田交差点 - 周智郡森町飯田・飯田小学校南交差点）
- 静岡県道63号藤枝天竜線（周智郡森町三倉）
- 静岡県道399号大河内森線（周智郡森町森）

## 地理
袋井市と浜松市春野町を結ぶ道路であり、春野の山間部から下山して森町を通り袋井市へ走る。特に通勤時間帯には混雑が激しく、袋井市の道路建設事業により「市道川井山梨線」と「市道平宇線」が建設された。開通に伴い、渋滞が緩和された。

### 通過する自治体

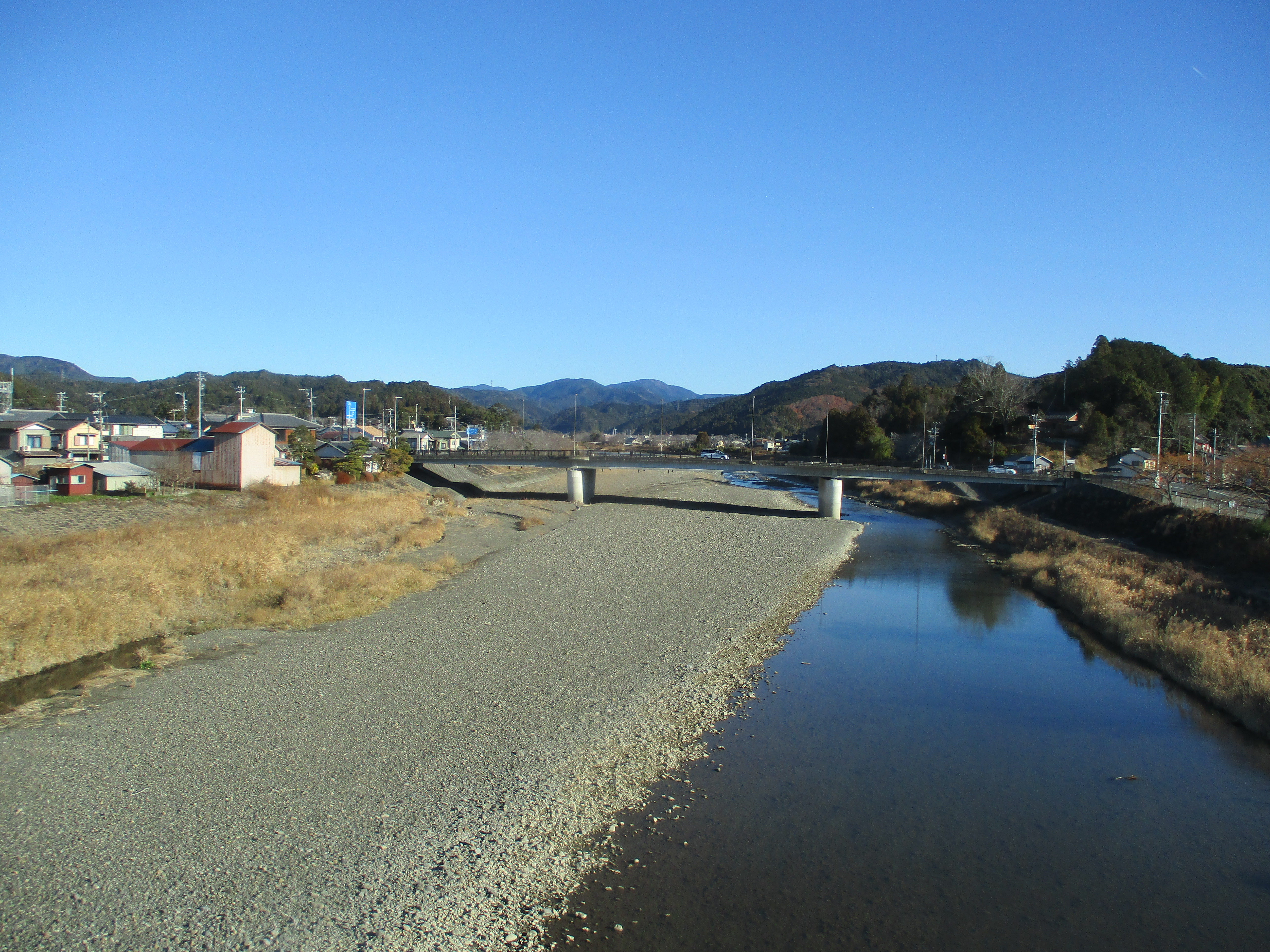
森川橋で太田川を越える。2024年撮影。

- 袋井市
- 周智郡森町
- 浜松市（天竜区）

### 交差する道路
- 静岡県道275号袋井停車場線・静岡県道413号磐田袋井線（袋井市永楽町・永楽町交差点、起点）
- 国道1号 袋井バイパス 久能IC（袋井市久能）
- 静岡県道273号山梨敷地停車場線（袋井市下山梨・下山梨上交差点）
- 静岡県道277号磐田山梨線（袋井市上山梨）
- 静岡県道271号掛川山梨線（袋井市上山梨）
- 静岡県道81号焼津森線（周智郡森町飯田・下飯田交差点）
- 静岡県道81号焼津森線（周智郡森町飯田・飯田小学校南交差点）
- 静岡県道40号掛川天竜線（周智郡森町睦実・福田地交差点）
- 静岡県道278号遠江森停車場線（周智郡森町森）
- 中遠広域農道
- 静岡県道399号大河内森線（周智郡森町大鳥居・元開橋交差点）
- 静岡県道63号藤枝天竜線（周智郡森町三倉）
- 国道362号（浜松市天竜区春野町堀之内・若身橋交差点、終点）